# Otto Stucken
Otto Stucken (* 13. Dezember 1896 in Einbeck; † 1. Juli 1934 bei Breslau) war ein deutscher paramilitärischer Aktivist, Fememörder und SA-Führer.

## Leben und Tätigkeit

### Frühes Leben
Von 1914 bis 1918 nahm Stucken am Ersten Weltkrieg teil, in dem er den Rang eines Leutnants erreichte. In den Nachkriegsjahren betätigte er sich in der Freikorpsbewegung. Während dieser Zeit war er an einem Fememord beteiligt.
Der Mord, an dem Stucken beteiligt war, kam erst in der zweiten Hälfte der 1920er Jahre ans Licht. Nach seiner Ergreifung wurde er wegen Beihilfe zum Mord zu einer Zuchthausstrafe von 6 Jahren verurteilt und verbrachte anschließend dreieinhalb Jahre in Haft. Wie die meisten Fememörder wurde er in der Propaganda der extremen politischen Rechten in der Weimarer Republik zum Märtyrer stilisiert. So erklärte der Fraktionsvorsitzende der NSDAP im Reichstag in einer Rede vom Januar 1928:
„Wir verlangen vor allem die Amnestierung und sofortige Freilassung der von der Judenpresse als sogenannte Fememörder verschrieenen echten deutschen Männer, des Oberleutnants Schulz, des Feldwebels Klapproth, des Umhofer, Fuhrmann, Georg Pfeiffer, Stucken und all der anderen."
1928 kam Stucken im Zuge der den Femetätern allmählich de facto, wenn auch noch nicht offiziell, zugestandenen Amnestie (eine formale Amnestie erließ der Reichstag erst im Herbst 1930) wieder frei. Über seine Haftzeit berichtete er in einem Aufsatz für den von Hartmut Plaas herausgegebenen Sammelband Wir klagen an. Nationalisten in den Kerkern der Bourgeoisie.
Mit Aufnahmedatum vom 1. August 1928 trat er der NSDAP bei (Mitgliedsnummer 95.494).

### Laufbahn in der NS-Bewegung vor 1933
1930 übernahm Stucken eine führende Stellung in der Parteiarmee der NSDAP, der Sturmabteilung (SA). Noch im selben Jahr übernahm er als SA-Oberführer die Führung der SA in Magdeburg.
Öffentliches Aufsehen erregte Stucken durch seine Mitwirkung an der Propagandakampagne zugunsten des Volksbegehrens gegen den Young-Plan: Das Volksbegehren hatte eine von den Parteien und Organisationen der politischen Rechten zur Abstimmung in einem Referendum eingebrachte Vorlage zum Inhalt, die vorsah, dass der zur Regelung der deutschen Reparationsverpflichtungen gegenüber den Siegermächten des Ersten Weltkrieges zwischen der Reichsregierung und den Siegermächten vereinbarte Youngplan zu einem Akt des Volksverrates deklariert werden und es der Regierung unter Strafandrohung verboten werden sollte, diesen umzusetzen.
Im Rahmen der Propagandakampagne, mit der die rechten Parteien in den Monaten vor der Abstimmung über das Volksbegehren für seine Annahme warben, hatte Stucken öffentlich als Redner einen Regierungserlass attackiert, der es Beamten verbot, zugunsten des Volksbegehrens zu agitieren. Unter anderem  warf er der preußischen Regierung vor, ein heimliches Spitzelsystem zu betreiben und die Verfassung gebrochen zu haben. Im April 1930 wurde er vom Bezirksgericht in Schönebeck für schuldig befunden. Am 28. August 1930 wurde seine Berufung verhandelt: Stucken und sein Anwalt Kuhlmey nutzten den Gerichtstermin, um einen propagandistischen Zirkus zu veranstalten. So schrieb die sozialdemokratische Zeitung Volksstimme in ihrem Bericht über den Prozess, dass die Männer im Gericht erschienen seien, nicht eigentlich um das Urteil der vorherigen Instanz umzustürzen, sondern um das Weimarer System umzustürzen, „zumindest rhetorisch“. Stucken wurde schließlich zu einer Geldstrafe von 200 Reichsmark verurteilt.
Am 11. September 1930 wurde Stucken vom Untersuchungs- und Schlichtungsausschuss der NSDAP-Reichsleitung mit einer Verwarnung bestraft wegen taktlosem Verhalten, unhöflichem Gebaren und falscher Bezichtigung. Im Jahr 1931 geriet Stucken parteiintern in Bedrängnis: Am 26. Oktober 1931 wurde beim Obersten Parteigericht der NSDAP ein Antrag gegen ihn wegen parteischädigenden Verhaltens gestellt, der damit begründet wurde, dass er als zuständiger SA-Führer finanzielle Unregelmäßigkeiten in der Kasse der SA-Küche in Magdeburg nicht ernst genommen und einen Untergebenen, der der Sache nachging, aus dem Dienst entfernt habe, um dort vorgekommene Veruntreuungen zu decken. Zudem habe er SA-Führer ermutigt, sich beständig gegen die Vertreter der Politischen Organisation der Partei zu stellen und so Differenzen zwischen beiden Organisationen befördert. Auch habe er die Miete für gepachteten Räume nicht bezahlt und eine falsche Darstellung des Charakters von Schulden, die er bei einer befreundeten Dame gemacht habe, gegeben. Auf diese Weise geriet Stucken insbesondere in Gegensatz zum Gauleiter Loerper, der ihm unsolide Amtsführung, Oberflächlichkeit und Unwahrhaftigkeit vorwarf. Am 27. November 1931 entschied das Oberste Parteigericht der NSDAP, dass Stucken sich eines Verstoßes gegen Artikel 4 Absatz 3a der Parteisatzung schuldig gemacht habe: Er wurde mit einem strengen Verweis bestraft und ihm wurde für zwei Jahre die Berechtigung zur Ausübung eines Parteiamtes und ein öffentliches Auftreten als Redner aberkannt. Von einem Parteiausschluss wurde aufgrund des Eintretens des Führers der sächsischen SA, Manfred Killinger, zugunsten von Stucken verzichtet. Der Stabschef der SA, Ernst Röhm, entfernte ihn im Dezember 1931 aus der Führung der Untergruppe in Magdeburg.
Über Killinger legte Stucken ein Gnadengesuch bei Hitler vor. Am 1. April 1932 wurde er daraufhin begnadigt und zum Führer einer SA-Untergruppe in Sachsen ernannt, was er bis Ende 1932 blieb.
1933 wurde Stucken nach Schlesien versetzt, wo er fortan als Führer der SA-Brigade 116 in Cosel amtierte. Im Rang eines SA-Brigadeführers in der SA-Gruppe Schlesien war er seither Edmund Heines unterstellt.

### Ermordung
Am 30. Juni 1934 wurde Stucken im Zuge der „Röhm-Affäre“ von der SS verhaftet und ins Breslauer Polizeipräsidium gebracht. Auf einen vom Geheimen Staatspolizeiamt in Berlin durchgegebenen Befehl hin, der mehrere zu exekutierende Personen benannte, ließ der schlesische SS-Kommandeur Udo von Woyrsch Stucken in der Nacht zum 1. Juli 1934 zusammen mit sechs weiteren Männern (u. a. Hans Ramshorn, Eberhard von Wechmar und Karl Belding) aus ihren Zellen im Breslauer Polizeipräsidium holen und von einem SS-Kommando in ein Waldgebiet außerhalb der Stadt bringen. Dort wurden die Männer in den frühen Morgenstunden von einem Peloton aus SS-Freiwilligen erschossen.
Die Leiche von Stucken wurde zunächst, wie die übrigen Erschossenen, an Ort und Stelle verscharrt. Später wurde sie exhumiert und im Krematorium Breslau-Gräbschen eingeäschert.
Am 3. Juli 1934 wurde die Erschießung Stuckens, wie die Tötung der übrigen am 30. Juni bis 2. Juli getöteten Personen, nachträglich durch das „Gesetz über Maßnahmen der Staatsnotwehr“ gerechtfertigt.

## Archivarische Überlieferung
Im Bundesarchiv Berlin haben sich im Bestand des ehemaligen Berlin Document Center diverse Personalunterlagen zu Stucken erhalten, so eine Akte des Obersten Parteigerichtes der NSDAP (OPG Mikrofilm J 14, Bilder 2601–2900) und eine Akte im Bestand Parteikorrespondenz (PK Mikrofilm M 89, Bilder 2076–2110).